# Ronald Melzer
Ronald «Ronny» Melzer (Montevideo, 17 de diciembre de 1956 - Montevideo, 24 de junio de 2013) fue un crítico y productor de cine, periodista deportivo, árbitro de fútbol y contador público uruguayo.

## Biografía
Nació en Montevideo en una familia de inmigrantes judíos. Fue contador público pero nunca ejerció la profesión, empleado bancario y árbitro de fútbol de la AUF. A partir de 1979 se dedicó a la crítica cinematográfica y trabajó en varias publicaciones. Fue el encargado de editar la sección uruguaya de la Enciclopedia del Cine Iberoamericano de la Sociedad General de Autores y Editores (SGAE).
La mayor parte de su trayectoria como crítico de cine la desarrolló en el semanario Brecha, donde también escribía sobre fútbol con el seudónimo de «Harry Hinkle», en referencia cinéfila al camarógrafo deportivo interpretado por Jack Lemmon en la película En bandeja de plata (The Fortune Cookie), de Billy Wilder.
Fundó y dirigió durante 28 años, hasta su fallecimiento, «Video Imagen Club», influyente videoclub especializado en cine clásico, que se convirtió en motor de una generación de cineastas uruguayos que incluye a los directores de cine Juan Pablo Rebella y Pablo Stoll y al actor Daniel Hendler, entre otros. Con la misma orientación también fundó la editora en VHS «Videograma», que luego se transformó en la distribuidora y productora de cine «BuenCine Producciones». Fue productor asociado de las películas 25 watts (2001), Gigante (2008), El círculo (2009) y Rambleras (2010), entre otras producciones.
Interpretó el papel de un juez de línea en la película Whisky (2004), dirigida por Juan Pablo Rebella y Pablo Stoll.
Produjo la serie de televisión El Cine de los Uruguayos, de Televisión Nacional Uruguay, con dirección de Guillermo Casanova. A la fecha de su fallecimiento tenía varios proyectos en preproducción.
Falleció en 2013. Sus restos yacen en el Cementerio Israelita de La Paz.